# Miskito
El miskito és una llengua misumalpa parlada pels miskitos al nord de Nicaragua, particularment en la Regió Autònoma de l'Atlàntic Nord (RAAN) i a l'est d'Hondures, al departament de Gracias a Dios.
Amb més de 180.000 parlants el miskito és la llengua misumalpa més parlada de Nicaragua i Hondures. La família de llengües misumalpa està composta del miskito, sumo, i matagalpa. Encara que alguns aspectes de l'arbre intern de la família lingüística misumalpa són incerts, el que sí que queda clar és que el miskito es distingeix clarament del sumo i matagalpa, que semblen compartir un node comú més baix, i que en el passat miskito va ser fortament influït per altres llengües misumalpa. Es creu que abans de l'ascens del miskito, era el sumo el que va ser dominant a la zona. En l'actualitat, la relació s'ha invertit: molts dels antics parlants sumo han passat a parlar miskito, que alhora ha influït els diferents dialectes del sumo Diversos d'aquests (tawahka, panamahka i tuahka) constitueixen la sub-branca del sumo 'mayangna', mentre que l'ulwa es troba en una altra sub-branca. La branca de misumalpa 'matagalpina' inclou dos idiomes que se són extints: matagalpa i cacaopera. En el passat cacaopera va ser parlat a parts de l'est del Salvador.
A més de molts paraules prestats d'altres idiomes misumalpa, el miskito té un gran nombre de manlleus de l'anglès creole. Tot i que el castellà és l'idioma oficial de Nicaragua i Hondures, la seva influència en el miskito és molt més recent i, per tant, més superficial.

## Gramàtica miskito

### Pronoms personals
Els pronoms personals en miskito són els següents:
Jo=yang
Tu=man
Ell/Ella= witin
Nosaltres (exclusiu)=yang nani
Nosaltres (inclusiu)= yawan
Ells= witin nani

### Verbs
La majoria dels verbs miskito acaben en "aia", que és la terminació del verb "kaia". Així "caminar" és "plapaia"; "escoltar" és "walaia" i "caminar" és "taukaia".
Conjugació de verbs.
Els verbs "ser" o "estar". En miskito només hi ha el verb "kaia":
Jo sóc= Yang sna
Tu ets= Man sma
Ell és= Witin sa
Nosaltres som/o estem (exclusiu)= Yang nani sna
Nosaltres som/o estem (inclusiu)= Yawan sa
Ells són= Witin nani sa
El verb "veure".
Present "Kaikaia"
Jo veig= Yang kaikisna
Tu veus= Man kaikisma
Ell o ella veu= Witin kaikisa
Nosaltres veiem (exclusiu)= Yang nani kaikisna
Nosaltres veiem (inclusiu)=Yawan kaikisa
Ells veuen= Witin nani kaikisa
Passat perfecte de "kaikaia".
Jo vaig veure= Yang kaikri
Tu vas veure= Man kaikram
Ell o ella va veure= Witin kaikan
Nosaltres (exclusiu)= Yang nani kaikri
Nosaltres (inclusiu)=Yawan kaikan
Ells van veure= Witin nani kaikan
Futur perfecte de "kaikaia"
Yo veuré= Yang kaikamna
Tu veuras= Man kaikma
El o ella veurà= Witin kaikbia
Nosaltres (exclusiu)= Yang nani kaikamna
Nosaltres (inclusiu)= Yawan kaikbia
Ells veuran= Witin nani kaikbia